# Chinesische Kultur

Einflussbereich der Chinesischen Kultur, auch als „Ostasiatische Sphäre“, bzw. „Sinosphäre“ bezeichnet.

Als chinesische Kultur (chinesisch 中華文化 / 中华文化, Pinyin Zhōnghuá wénhuà) kann die Gesamtheit der spezifisch in China anzutreffenden kulturellen Aspekte wie Denkweisen, Ideen und Vorstellungen sowie deren Verwirklichung im Alltagsleben, in der Politik, in Kunst, Literatur, Malerei, Musik und anderen Bereichen menschlichen Lebens betrachtet werden. Das heißt, es handelt sich um die Gesamtheit aller Lebensformen im ethnologischen Sinn. Der Sinologe Karl-Heinz Pohl fasst zusammen: „So gesehen umfasst Kultur die Gesamtheit der typischen Lebensformen einer Bevölkerung, d. h. die materiell gestaltete Lebenswelt, die Sprache …, Religion und daraus abgeleitete bzw. abgelagerte Wertvorstellungen, die sich in Verhaltensweisen, Kulturstandards oder ‘Mentalität’ aber auch in politischen Institutionen, wirtschaftlicher Organisation und Rechtsvorstellungen äußern, weshalb wir auch von politischer Kultur bzw. Rechts- und Wirtschaftskultur sprechen.“
Aus der Sicht von Adrian Hsia wird – unter Verwendung von traditionellen westlichen Termini – das „Wesen der Kultur“ als dialektisch bezeichnet. Als Schöpfung des Menschen, so Hsia, sei sie subjektiv. Als etwas Geschaffenes, wie Kulturgüter und Kulturwerte, sei sie objektiv, der „entsprechend ein Mensch sich zu verhalten und zu handeln hat“. In erheblichem Maße hat die chinesische Kultur die Kulturen anderer ost- sowie auch südostasiatischer Staaten wie insbesondere Japan, Korea und Vietnam beeinflusst und wurde umgekehrt von diesen beeinflusst. Sie strahlte in die türkischen, mongolischen und tungusischen Völker der Mongolei und des Altai, nach Zentralasien und Tibet aus. Laut Aussagen von Sinologen sei sich der Westen nicht bewusst, in welchem Maße er durch diese Kultur beeinflusst wurde.

## Anfänge
Die chinesische Kultur hat drei Ursprünge: die Zivilisation am gelben Fluss, die Zivilisation am Jangtse-Fluss und die nordische Steppenkultur. Hinsichtlich des Denkens, des Gesellschaftslebens sowie ihrer wirksamen Werte und Sichtweisen entstand dort Kultur im Rahmen verschiedener weltanschaulicher, bzw. philosophischer Traditionen, die im Zusammenhang mit geographischen, ethnischen, ökonomischen, historischen und politischen Bedingungen ein vielfältiges Chinabild zeigen. In der Gegenwart finden in allen Bereichen Veränderungen statt, deren Auswirkungen weder vorhersagbar, noch absehbar sein dürften.
Das Handeln der Akteure in der Gegenwart könnte dabei dadurch geprägt werden, wie Veränderungen in der Vergangenheit bewältigt wurden, so der Sinologe Schmidt-Glintzer. Mitglieder westlicher Gesellschaften könnten nur schwer nachvollziehen, wie völlig offen Chinesen ihr „Neues China“ konzipieren. Der Diskurs darüber habe längst begonnen.

### Gemeinsame Ideale und Vielvölkerstaat
Das fast zehn Millionen Quadratkilometer große China, dessen Einwohner vor Jahrtausenden über eine Zeitspanne von Jahrhunderten aus den heute umliegenden Gebieten nach China gekommen waren, wirkt aus europäischer Sicht homogen. Historiker charakterisieren sie als eine von vielen Völkern gemeinsam geteilte Welt, bzw. als einen „Kulturraum im östlichen Asien“ mit einer durchlässigen Außengrenze. Beziehungen zu den Nachbarn wurden in der Vergangenheit vermutlich überwiegend auf Augenhöhe gepflegt, wird festgestellt. Seine heutigen Bewohner – so die Autoren eines China-Handbuches – seien sich darin einig, dass hinsichtlich Kultur, Religion und Gesellschaft für sie dieselben Grundideale gelten. Denkbar ist, so Schmidt-Glintzer, dass diese Einheitlichkeit der chinesischen Schriftkultur zu verdanken sei, die die Idee von einer Kultur Chinas hervorgerufen habe. Ungefähr 92 % der Bewohner sehen ihre Wurzeln in der Zeit der Han-Dynastie zu Beginn der christlichen Zeitrechnung. Weitere Völker wie die Hui, Mongolen, Mandschu und Zhuang und viele andere mehr der insgesamt 56 Völker sind Bewohner Chinas. Diese Völker haben eine eigene Sprache, 23 haben eine eigene Schrift und pflegen ihre eigenen Sitten und Bräuche. Sprache, Schrift und Brauchtum dieser Völker werden zum einen akzeptiert und gefördert, andererseits werden sie z. B. durch Massenansiedlungen von Han-Chinesen, deren Bildung und Lebensweise, sowie durch das Einbinden in die Partei- und Staatsstrukturen, als auch durch Verbote von Sitten und Gebräuchen assimiliert. Von Minderheiten – so Sinologen – werde erwartet sich einzufügen, wenn sie in diesem Land eine Zukunft haben möchten. Wie die Internierungslager in Xinjiang dokumentieren, geschieht die Assimilation auch aktuell wieder zwangsweise. In diesen sollen Uiguren Disziplin und die Liebe zu China und seiner Regierung, zur Han-chinesischen Kultur lernen. Sie sollen unerwünschte Gewohnheiten ablegen, wie zu viel im Koran lesen, zu viel zu beten, sich zu lange Bärte wachsen zu lassen und sich zu stark zu verschleiern.
Außerdem gelten die geographischen und vor allem die agrarwirtschaftlichen Bedingungen des Landes als bildende Faktoren einer den meisten Bewohnern gemeinsamen Lebensweise, die alltägliche Einstellungen und die Lebensgestaltung der Bewohner jahrhundertelang prägten. Zu diesen prägenden Bedingungen rechnen Sinologen auch das „Bewässerungssystem“ Chinas, durch das in dem niederschlagsarmen Land erst ausreichende Ernten ermöglicht und Verkehrswege geschaffen wurden, die den Bewohnern zugutekamen und eine gemeinschaftsfördernde Infrastruktur entstehen ließen.
Gesellschaftspolitisch sehr wirksam war auch das bis ins 20. Jahrhundert hinein gut funktionierende Familiensystem, das eines der bestorganisierten der Welt gewesen sei. Werte, die durch die Beziehungen zwischen den Familienmitgliedern entwickelt und gelebt wurden, haben die gesellschaftlichen Beziehungen und Entwicklungen in erfolgreicher Weise gestaltet. Es wird sogar gesagt, dass die chinesische Hochkultur die einzige der frühen Hochkulturen sei, die durch die vielfältigen gesellschaftlichen Veränderungen und mit ihnen weiter lebe. Die Vergangenheit, so Schmidt-Glintzer, sei auch in der Gegenwart wirksam und nur im Diskurs über die Vergangenheit sei die Gegenwart Chinas zu verstehen.
Die Vorstellung eines einheitlichen China, von einem „Reich der Mitte“ sei eine europäische Schöpfung, vielleicht sogar eine Schimäre, so der Historiker Schmidt-Glintzer, die die historische und gegenwärtigen Vielfalt ausblende. Er stellt fest, dass China eine „leere Mitte“ habe. Die Annahme, der Nationalstaat China gründe sich auf ein homogenes Staatsvolk, sei ein Missverständnis. Sie verstelle möglicherweise den Blick darauf, was China ausmache. Zutreffend sei zwar, dass es eine frühe historische Identität gebe, die mit gewissem Recht mit dem Konfuzianismus verbunden sei. Zugleich sei China seit frühester Zeit „ein Land der Migration und der Grenzziehungen“ gewesen. Die ethnische, religiöse und sprachliche Vielfalt – so Schmidt-Glintzer – war und ist mit einer „Vielzahl von Ordnungskonzepten und Deutungssystemen“ verbunden. Diese Vielfalt sei bis heute mit ungelösten Spannungen verbunden, die Einheit immer unfertig gewesen und das Gefühl, anderen Völkern überlegen zu sein, nie ungebrochen. Möglicherweise, so Schmidt-Glintzer, könne China trotz seiner ‚leeren Mitte‘ ein Beispiel dafür sein, wie „Weltgestaltung und Modernisierung in harmonischer Weise gelingen“.

### Drei Weltanschauungen
Im 2. Jahrtausend v. Chr., als die Shang-Dynastie herrschte, war das Weltbild der damals lebenden Bewohner durch schamanistische Anschauungen und den Glauben an Naturgottheiten (Sonne, Mond, Erde, Berge, Wolken, Flüsse u. a. m.) geprägt. Es wurden zeremonielle Handlungen, vor allem Orakelbefragungen für Zukunftsfragen und Deutungen von Erscheinungen der Naturgottheiten (wie Sternenkonstellationen) praktiziert, die vom Einzelnen und der Gemeinschaft als Hilfe und Unterstützung für den Alltag erlebt wurden (siehe auch Fangshi). Vorstellungen aus diesen Praktiken wirkten in späteren Erscheinungen der chinesischen Kultur, insbesondere den Bestattungsriten und bis heute in der Furcht vor Geistern nach. Auch dürften die Ahnenverehrung und das Bedürfnis nach einer naturgemäßen Lebensgestaltung im Einklang mit dem Kosmos in ihnen ihren Anfang genommen haben.
Die religiöse Kultur der Shang wurde, so Schmidt-Glintzer, zur Grundlage „aller chinesischen Kultur der späteren Jahrhunderte“, die an die Staatsstruktur und den persönlichen Lebensvollzug der Menschen gebunden war. Sie thematisierte eine Welt der Götter, eine Welt der Ahnen und eine Welt der Lebenden. Diese Welten und ihr Zusammenwirken waren in der nachfolgenden Zhou-Zeit Anlass zu philosophisch-politischen Reflexionen. Die Vorstellungen von Naturgottheiten wandelten sich über Jahrhunderte unter konfuzianischem und daoistischem Wirken zu abstrakteren, wie den des „Himmels“ (天 tian), der so als Ortsbestimmung „alles unter dem Himmel“ für das Herrschaftsgebiet des chinesischen Kaisers dienen konnte. Sie bildete zusammen mit der Praxis traditioneller Rituale bis ins 19. Jahrhundert die chinesische Weltvorstellung.
Im 5. Jahrhundert v. Chr. entstand unter dem Eindruck der Kriege in der Zeit der Streitenden Reiche der Konfuzianismus, der vielfach als Inbegriff der chinesischen Kultur überhaupt angesehen wird. Diese Philosophie lehre die verantwortungsvolle Selbststeuerung durch Lernen, die dem gesellschaftlichen Leben zugutekommen sollte. Der Konfuzianismus griff gleichzeitig Traditionen auf – die z. B. landwirtschaftliche Abläufe und Beziehungen zwischen Grundherrn und Bauern betrafen –, um die Kontinuität des Alltags zu erhalten. Der Konfuzianismus sei, so Feng Youlan, die Philosophie des sozialen Gestaltens und daher sei er auch die Philosophie des alltäglichen Lebens geworden. Er regte die Menschen zu sozialer Verantwortung an, indem er bewährte menschliche Beziehungen als Grundlage der Gesellschaft förderte.

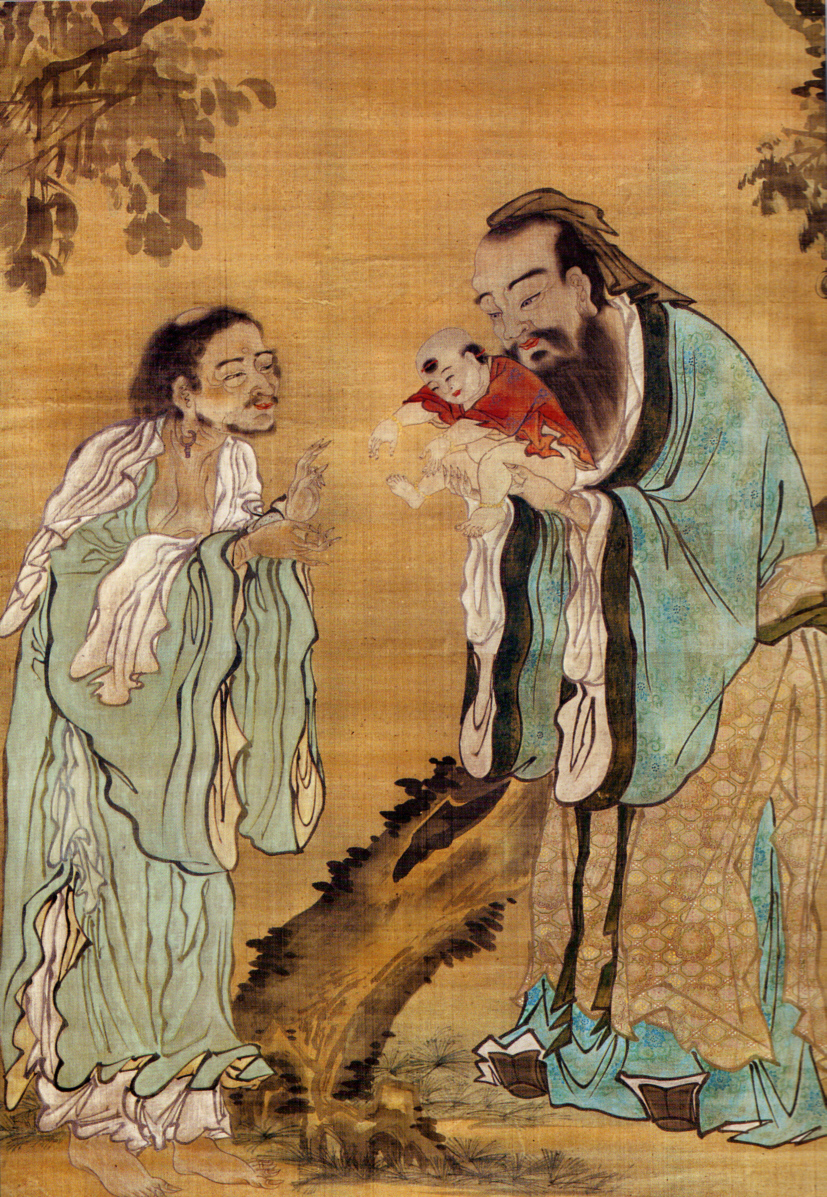
Laozi, Buddha, Konfuzius (v. l.), Darstellung aus der Zeit der Qing-Dynastie

Der von Laozi etwa fünfzig Jahre früher gegründete Daoismus stellt das Leben jedes Menschen im Einklang mit der Natur in den Vordergrund und regt das an, was im Menschen natürlich und spontan funktioniert. Er eröffnete so dem Einzelnen auch die Möglichkeit, sich dem Druck der Gesellschaft zu entziehen und sein Leben nach eigenen Werten zu gestalten. Han Feizi propagierte kurz vor der Zeitenwende um ca. 200 v. Chr. nach Jahrhunderten des Krieges zwischen konkurrierenden Stammesfürsten den Legalismus: „Auch wenn einige außergewöhnliche Menschen erfolgreich mit Freundlichkeit regiert werden können, so braucht doch die Mehrheit die Kontrolle durch das Gesetz.“
Unter der Herrschaft der Qin-Dynastie – zur Zeit des ersten chinesischen Staates – wurde die legalistische Philosophie entsprechend ihrer Idee zum Mittel, um Menschen durch Kontrolle und Strafen zu einem staatskonformen Leben zu veranlassen. Sie diente in der Qin-Zeit zum ersten Mal während der klassischen Zeit einer ausschließlich vom Kaiser bestimmten Verwaltungspolitik, die z. B. eigenmächtig und zwangsweise Vereinheitlichungen von Maßen und Gewichten, der Geldwährung und der Schrift durchführte. Die neue Art diktatorischer Verwaltungspolitik habe sich – so Schmidt-Glintzer – langfristig zu einer wirksamen Staatsidee entwickelt, obwohl sie im Widerspruch zu der chinesischen Tradition der Eigenaktivität und Eigenverantwortung (Subsidiarität) gestanden habe.
Die Herrschaft der Qin endete 209 v. Chr. unter den Aufständen der Bauern. In der sich daran anschließenden Han-Zeit wurde der Konfuzianismus zur allgemein anerkannten Philosophie. Im Konfuzianismus war die Bewahrung der Werte und Weltanschauungen der Vergangenheit aus der Zhou-Zeit von zentraler Bedeutung. Die Wertschätzung der Vergangenheit wurde unter konfuzianischem Einfluss zu einem beherrschenden Element des chinesischen Denkens. Auf diese Weise, so der Sinologe Nakamura, bewahrten die Klassischen Schriften vor dem ungebundenen individuellen Denken und retteten so das chinesische.

### Buddhismus
Bereits in der Han-Zeit (206 v. Chr. – 220 n. Chr.) erreichte die Lehre Buddhas im 1. Jh. n. Chr. auf dem Seeweg und über die Seidenstraße China. Diese Religion, die laut dem Sinologen Kai Vogelsang „dem chinesischen Mittelalter ihren Stempel aufdrücken sollte“, begann als Subkultur. Die im 5./4. Jh. v. Chr. entstandene Lehre, die im Unterschied zu chinesischen Auffassungen behauptete, es gäbe etwas Jenseitiges im Kontrast zum Diesseitigen, hatte auf dem jahrhundertelangen Weg nach China, schon einige Veränderungen erfahren. Es handelte sich bei dem ersten Import um einzelne Texte und damit verbundene Lehren, die von indischen und zentralasiatischen Mönchen vertreten wurden. Mit dem Ende des 3. Jahrhunderts n. Chr. erfasste die buddhistische Lehre größere Teile der chinesischen Bevölkerung. Man begann mit dem in Indien entstandenen Buddhismus erstmals ein fremdes Element in den chinesischen Kulturkreis zu integrieren. Buddhistische Lehren wurden vollständig ins Chinesische übertragen und dabei – ähnlich wie antike Texte durch christliche Übersetzer – interpretiert, bzw. sinisiert. Die Übersetzungsarbeit leisteten des Sanskrit und Chinesischen kundige Inder, Sogdier, Perser und Zentralasiaten. Chinesische Assistenten bearbeiteten den Text weiter.
Diese Übersetzungen wurden in den verschiedenen buddhistisch-chinesischen Schulen und Tempeln auch als graphisch-literarische Produkte verwendet. Dabei handelte es sich teils um stilisierte Diagramme oder Aphorismen oder Berichte von Ereignissen. Die inhaltlichen Unterschiede zwischen den übernommenen und verbreiteten Lehren waren innerhalb der chinesisch-buddhistischen Schulen ohne Belang. Unter chinesischen Buddhisten waren Kenntnisse des Sanskrit auch in der Hochzeit der buddhistischen Religion selten.
Die buddhistischen Jenseits-Lehren wurden gut aufgenommen. Sie boten – im Unterschied zu den konfuzianischen und daoistischen Lehren – klarere Vorstellungen von einem Leben nach dem Tod sowie Erklärungen für das persönliche Schicksal. Diese Ideen sprach nicht nur das Volk, sondern auch zunehmend die literarisch-philosophisch Gebildeten bei Hof und Adel an. Um 400 n. Chr. hat es möglicherweise im Reich der Östlichen Jin bereits 1700 Klöster und 80 000 Nonnen und Mönche gegeben. Während mehrerer Jahrhunderte war der Buddhismus vorherrschend. Er wirkte als sozialer Faktor und wurde zu einer Macht im Staate. Der damit verbundene politische Einfluss wurde dem Kaiserhaus zu stark. So enteignete man 845 n. Chr. buddhistische Klöster und entließ Mönche und Nonnen in den Laienstand. Auch wenn, wie der Sinologe Volker Häring und seine Mitautorin Françoise Hauser in ihrem China-Handbuch schrieben, der Buddhismus sich von diesem Schlag nicht wieder erholte, bekennen sich auch heute noch gut zehn Prozent aller Chinesen zum Buddhismus. Erheblich größer, so die Autoren, dürfte die Zahl der „Gelegenheits-Buddhisten“ sein. Es wird z. B. berichtet, dass es üblich sei, dass sowohl buddhistische als auch taoistische Mönche gleichzeitig bei Beerdigungszeremonien mitwirken.
Im Anschluss an den Buddhismus kamen fast zweitausend Jahre lang keine vergleichbar starken Impulse mehr hinzu. Die vorhandenen, zeitweise heftig miteinander konkurrierenden Schulen des Konfuzianismus und Daoismus wurden kontinuierlich neu interpretiert. Die seit dem 16. Jahrhundert zu verzeichnenden Bemühungen christlicher Missionare um Etablierung ihrer Religion im Reich der Mitte verliefen erfolglos und gewannen keinen nachhaltigen Einfluss auf die chinesische Kultur.

## Kultur als Empirie
Kultur kann zweierlei sein: Zum einen werden darunter besonders wertvolle Leistungen eines Volkes oder einer Nation, in Bereichen wie Literatur, Sprache, Architektur, Musik und Kunst verstanden. Diese traditionelle Sichtweise ist noch ein verbreiteter Kulturbegriff unserer Gesellschaft. Zum zweiten gibt es den Kulturbegriff der Empirischen Kulturwissenschaften, die Kultur als Ausdruck aller Lebensäußerungen eines Volkes oder einer Nation betrachten. Diese „Totalperspektive“ wird auch für die Erforschung der chinesische Kultur entweder schon eingenommen, bzw. gefordert. Kultur wird als historisch gewachsen betrachtet, sie hat Erfolge hervorgebracht, sie ist jedoch nicht starr fixiert, sondern sie verändert sich durch gemeinsames Handeln. Kultur soll zum Austausch der Kulturen untereinander anregen. Dazu ist es unerlässlich, die eigene und fremde Kultur zu reflektieren.
Die Frage des Wertes kultureller Phänomene wird nach Datenerhebung und gesammelter Faktenlage erwogen, indem deren Bedeutungen erforscht werden. Dabei sollen auch die Bedingungen menschlichen Denkens, Fühlens und Handelns sichtbar gemacht werden.
Im Rahmen dieses empirischen Programmes wird Kultur näher bestimmt als Textkultur, als System symbolischer Formen, als Aufführung oder Ritual, als Kommunikation, als lebensweltliche Praxis, als Standardisierungen des Denkens und Handelns, als mentales Orientierungssystem oder als Gesamtheit von Werten und Normen.
Für die Erforschung der chinesischen Kultur gilt ins besonders: Es könne bis heute nicht beantwortet werden, was „das Chinesische“ konstituiere, – so der Sinologe und Historiker Schmidt-Glintzer. Man gehe einerseits davon aus, „dass die chinesische Kultur das Ergebnis einer Vermischung vielfältiger regionaler Teilkulturen war“, andererseits auch davon, dass seit dem späten 3. Jahrtausend v. Chr. bestimmte kulturelle Phänomene für einen geographisch kleinen Teil des heutigen China feststellbar sind. Letztere begründeten im Laufe der Jahrhunderte v. und n. Chr. den Kern der chinesischen Kultur. Die kulturelle Identität Chinas – so ergänzt Schmidt-Glintzer – lasse sich unterschiedlich und kenntnisreich belegen. Doch man sei sich heute bewusst, dass das eigene Chinabild „nicht nur von den Kenntnissen über China, sondern auch durch unsere eigenen Wahrnehmungsformen bestimmt ist.“ Daher seien die Forschungsergebnisse vorläufig und möglicherweise entspreche das „China der Sinologen“ nicht dem „China der Chinesen“.

## Zugänge zur chinesischen Kultur
Die chinesische Kultur ist deutlich verschieden von westlichen Kulturen. Die Vorstellungen von chinesischer Kultur in Europa seien – so Kulturwissenschaftler – daher tendenziell durch Eindrücke ihrer Fremdartigkeit geprägt. Solche Eindrücke verhinderten – neben der Sprache – chinesische Kulturphänomene nachzuvollziehen. Ein Sinologe mit Schwerpunkt Interkulturalität, Yuxin Chen bevorzugt es, deshalb von ‚Fremdheitsprofilen‘ anstatt von ‚Chinaprofilen‘ zu sprechen. Der Sinologe und Fachmann für Traditionelle Chinesische Medizin (TCM) Manfred Porkert nennt den Kontakt zwischen Chinesen und allen anderen Kulturkreisen „von Alters her und bis heute sehr dürftig und distanziert“: es überwiegen – aus Sicht Porkerts – Aussagen, die die Außenansicht Chinas spiegeln. Vor allem die Verwurzelung in der jeweils eigenen Kultur – so die Tendenz der kulturwissenschaftlichen Sichtweise – erschwere es, die chinesische Kultur zu verstehen. Um zu einem tieferen Verständnis der chinesischen Kultur zu kommen, könnte es helfen – so äußert z. B. der Sinologe Stephan Schmidt –, sich über europäische und chinesische Philosophien auszutauschen, weil jede Kultur ihre eigenes überliefertes Vorverständnis von Werten habe. Der Sinologe Jonathan Spence geht davon aus, dass jede Kultur – auch die eigene – schwer zugänglich sei. Für die chinesische Kultur ergäbe sich aus der Kenntnis der Geschichte von 1600 an, dass wir Europäer viel aus ihr lernen könnten. Man stoße auf „Ereignisse, Persönlichkeiten, Launen …, die die Gegenwart in einer spukhaften Weise widerspiegeln“.

### Chinabilder Einzelner

#### Wilhelms Übersetzungen klassischer Texte
Während des 19. Jhds. hatte der Westen im Kontext der von ihm begonnenen Opiumkriege ein negatives Chinabild ausgeprägt, das das politische Handeln gegenüber China bestimmte. China wurde „in der Vorstellung zur Brutstätte alles Bösen, zu einem Ort finsterer Weltverschörung, kurz zur ‚Gelben Gefahr‘“. Der deutsche Kaiser Wilhelm II. rief alle Mächte dazu auf, mit allen Kräften die „heiligsten Güter“ gegen die vorgestellte Aggression aus dem Osten zu verteidigen. In den vom westlichen Aggressor besetzten Gebieten, waren zu diesem Zweck auch Missionen gegründet worden.
Richard Wilhelm kam 1899 im Auftrag des Allgemein-Evangelisch-Protestantischen Missionvereins nach Tsingtau. Er legte, während er chinesisch lernte, im alltäglichen Kontakt mit Chinesen, schnell das westliche Vorurteil ab, Chinesen seien nichts als Kulis, „arbeitsscheu, frech, renitent und betrügerisch“. Die Abendländer sahen – aus seiner Sicht – nicht die Menschen, die sich zwangsläufig in Situationen fügten, die von den fremden Besetzern für sie geschaffen worden waren. Hinter dem abweisenden Verhalten steckten in Wirklichkeit freundliche und harmlose Menschen, die für ihre Familien und Verwandten Geld verdienten und sparten, so Wilhelm. „Diese Entdeckung öffnete mir den Weg zu den Herzen des chinesischen Volkes.“ Westler, einschließlich vieler Missionare, merkten nicht, so Wilhelm, dass sie diejenigen waren, die das Bild der Kultur und der Menschen gründlich entstellten. Wilhelm, für den es zwar von Gläubigen erdachte, aber keine wirklichen Heiden gab, verzichtete während seiner Missionstätigkeit darauf, diese Menschen bekehren zu wollen. Es widerstrebe ihm, sie zu bekehren, damit sie „zum Zweck der ewigen Seligkeit“ einer „fremden Institution beitreten“.
Zwischen 1920 und 1930 übersetzte Wilhelm eine Reihe klassischer chinesische Texte ins Deutsche, die bis heute erhältlich sind und zum Teil neu aufgelegt wieder erscheinen. Seine Texte waren zu seiner Zeit sensationell erfolgreich. Ihre Veröffentlichung und seine weiteren Schriften haben dazu beigetragen, dass das Vorurteil des Teuflischen verschwand. „… dort wo es ihm gelang, tatsächlich die Grundlagen der chinesischen Kultur zu erfassen“, reiche der Wert seiner Untersuchungen über seine Zeit hinaus, – so Wolfgang Bauer.

#### Porkert über die chinesische Mentalität
Der Mediziner und Sinologe Manfred Porkert ging davon aus, dass für Chinesen eine rationale Ethik gelte, die sowohl vital als auch lebensnah sei. Er hat die weit verbreiteten vordergründigen Außenansichten vieler mit seinen Beobachtungen von Verhaltensweisen ergänzt, die er während verschiedener Forschungsaufenthalte gesammelt hat. Seine Kenntnisse der Sprache und chinesischen Tradition, sowie sein Teilnehmen am Empfinden und den Interessen chinesischer Menschen war der Kontext, der seine Interpretationen bedingte.
Chinesen verhalten sich Ausländern gegenüber skeptisch, so Porkert. Sie schätzen ihre eigene Kultur, ihre Sprache und Schrift und bedauern jeden, der nicht daran teilhat. Dieses Bedauern stimme sie nachsichtig und freundlich gegenüber Nicht-Chinesen. In diesem Sinne sagen Durchschnittschinesen über Ausländer: „Nicht einmal lesen und schreiben können diese Menschen.“ Die weltweit zu beobachtende Gewohnheit, sich im privaten Bereich anders zu verhalten als im öffentlichen, sei auch in China zu sehen. Im Straßenverkehr verhielte sich z. B. jeder so, als ob er allein auf der Straße wäre und gleichzeitig „ist man sich stets bewusst, dass man sich selbst und der Gemeinschaft gegenüber für sein Verhalten verantwortlich ist.“ „Selbstzentriertheit“ – zu unterscheiden vom Egoismus – und soziale Verantwortung hält Porkert für wichtige Grundzüge der chinesischen Mentalität.
Schon zu Marco Polos Zeiten galten die Chinesen als besonders geschäftstüchtig. Anders als in westlichen Kulturen sei der kommerzielle Gewinn nur eine Beigabe zu den „Annehmlichkeiten“ des „Händlerdaseins“. Annehmlichkeiten bereiteten den Chinesen die zwischenmenschlichen Beziehungen, die sie mehr schätzten als den finanziellen Gewinn. Vermutlich sei dies historisch bedingt. Die Mehrzahl der Chinesen konnten über Jahrtausende ihr Bedürfnis nach Geselligkeit und Kontakten nur innerhalb der Großfamilie befriedigen. Dem entspräche, dass „der Zusammenhang zwischen Arbeit und gesteigertem Selbstgefühl der mächtigste Motor“ für Menschen sei. In den 70er Jahren habe man vielleicht deshalb so lange an dem wenig effizienten Wirtschaftsmodell „Volkskommunen“ festgehalten. Chinesen verlören erst dann ihr Interesse an ihrem Tun, wenn sie dessen Bedeutung und Tragweite nicht mehr wahrnehmen können.

### Sozialwissenschaftliche Zugänge
Es gibt Forschungsansätze, die die Gebundenheit an die eigene Kultur überwinden sollen. Steffi Robak, Direktorin des Konfuzius-Institutes in Leipzig, die sich umfassend und detailliert dem interkulturellen Lernen von Arbeitnehmern in China widmet, erwähnt u. a. die kulturwissenschaftlichen Veröffentlichungen von Geert Hofstede und Alexander Thomas.
Hofstede entwickelte Ideen für „Kulturdimensionen“ außerdem sozialwissenschaftlich erhobene „Schlüsselkategorien“, von ihm auch „Werte“ genannt, um die Unterschiede zwischen Kulturen zu beschreiben, sowie gesellschaftliche Strukturen und Motive des Handelns deutlich zu machen. Durch die Anwendung seiner Konstrukte soll das Verständnis für und die Annäherung an fremde Kulturen erreicht werden können. Thomas entwickelte – etwas anders akzentuiert – aus sozialpsychologischer Sicht „Kulturstandards“, die alltägliches Handeln und Kommunizieren regulieren. Damit sollen Europäer mit Chinesen und anderen Völkern erfolgreich kommunizieren können. Thomas versteht unter „Kulturstandards“ das, was Menschen einer bestimmten Kultur im Laufe ihrer sozialen Entwicklung gelernt haben, für sich und andere als normal und selbstverständlich ansehen, entsprechend handeln und andere nach dieser Norm beurteilen.
Diese Kulturstandards, bzw. Schlüsselkategorien wurden auf Grundlage 'empirisch gewonnener Daten' aus Interaktionssituationen und kulturellem Wissen (historische, philosophische, literarische oder religionswissenschaftliche Quellen) gewonnen und sie sind durch die jeweils eigene kulturelle Sichtweise der Forscher geprägt. Sie haben aus Sicht von Wissenschaftlern in allem Wandel einen strukturierenden Wert, um damit chinesisches Denken und Verhalten nachvollziehen zu können. Sowohl Hofstedes als auch Thomas‘ Ideen wurden und werden u. a. in Trainingsprogrammen für deutsche Arbeitnehmer in China umgesetzt. Beide Autoren scheinen davon auszugeben, dass für die chinesische Kultur wie für jede Kultur gilt: Es gibt einen einigermaßen stabilen Kern an Wertesystemen, die eine Kultur prägen und schwer veränderbar sind.
Das Chinabild der deutschen Öffentlichkeit prägen nicht Ergebnisse der Kulturwissenschaften, sondern die Massenmedien, ferner die Chinaprofile der Sachbuch- und Ratgeberliteratur. In der Berichterstattung der deutschen Presse über China finden sich keine kulturellen, sondern politische Themen. Es zeigte sich während der letzten 40 Jahre, dass der Annäherung an westliche Ideen positive Beurteilungen folgten, während das Beharren Chinas auf alten politischen Strukturen und Eigenständigkeit negative Kritiken hervorriefen.

### Historische Zugänge
Alles, was wir für glauben über China zu wissen, ist historisch gewachsen und wandelbar. Historiker rufen mit ihren Geschichten über fremde Kulturen jeweils unsere eigenen Vorstellungen und Gedanken über Fremdes hervor. Der Sinologe Otto Franke, zuerst in Hamburg und danach in Berlin tätig, veröffentlichte 1932–1952 seine fünfbändige „Geschichte des chinesischen Reiches“, die sich auf historiographische Quellen chinesischer Historiker bezog. Spätere Archäologische Funde haben dieses Chinabild der Sinologie verändert, ohne diese Darstellung überflüssig zu machen.
Otto Frankes Nachfolger Alfred Forke (in Hamburg 1923–1935) veröffentlichte zwischen 1927 und 1939 eine umfangreiche Philosophiegeschichte Chinas. Sie fiel auf, weil Forke auf die Darstellung der Entwicklung des philosophischen Denkens – wie in deutschen Philosophiegeschichten selbstverständlich – verzichtete. Forke stellte stattdessen die einzelnen Philosophen in chronologischer Reihenfolge dar. Es entstand so ein Standardwerk der sinologischen Forschung, das Zugänge zur Art es chinesischen Philosophieren ermöglichte, das für Europäer auf den ersten Blick ungewöhnlich zu sein scheint.
Für Wolfgang Franke, der von 1950 bis 1977 als Sinologe in Hamburg tätig war, waren die „Verstehensprobleme“ zwischen Abendland und China primäre Faktoren der Geschichte zwischen China und Europa geworden. Er hoffte auf eine Synthese zwischen China und dem Abendland, stellte einschränkend fest, dass in der Vergangenheit alle Erscheinungen der chinesischen Kultur nach den ausschließlich aus der abendländischen Entwicklung gewonnenen, als absolut gesetzten Maßstäben gemessen und beurteilt worden waren, wie z. B. durch Hegel und Marx. Der Sinologe Heiner Roetz folgerte aus Denkanstößen, die er bei Franke entdeckt zu haben glaubte, dass Demokratie, Freiheit, Menschenrechte – möglicherweise als „geistiger Imperialismus“ (Franke) interpretiert werden könnten.
Sinologische Historiker, wie Thorben Pelzer und Merle Schatz gehen davon aus, dass unsere Vorstellungen über China durch unsere kulturell geprägte Erziehung und Entwicklung bestimmt werden. Wir übernähmen überlieferte Vorstellungen und stereotypische Motive, die das westliche Chinabild dominieren. „Unsere Vorstellungen über China sind ‚das Kaleidoskop‘, durch welches wir China betrachten.“ Es gäbe eine Reihe von Vorstellungen über China, die wir so verwenden, als handle es sich um Fakten. So z. B. die Vorstellung, die chinesische Kultur sei „harmonisch“ und „herausragend literarisch“ oder die Vorstellung, der Konfuzianismus sei vorherrschend, die eigentlich eine „jesuitische Erfindung“ sei. Es wäre besser für die Europäer, das eigene Chinabild zu reflektieren, so Pelzer und Schatz, und zu akzeptieren, dass die Geschichte ergebe, dass nichts so bleibt, wie es ist, anstatt irrtümlich anzunehmen, dass vergangene historische Bedingungen sich wiederholten.
Die beiden Historiker und Sinologen Helwig Schmidt-Glintzer und Kai Vogelsang veröffentlichten Geschichten Chinas, die sich der Idee der Annäherung zwischen Europa und China widmen. Sie gehen davon aus, dass die Beschäftigung mit der Geschichte Chinas dem Westen helfen könne im Gespräch mit China zu bleiben bzw. zu lernen, dass wir mit den angeblich so fremdartigen Chinesen viel gemeinsam haben.
Untersuchungsgegenstand der „kleinen Geschichte Chinas“ von Schmidt-Glintzer ist die „Entfaltung der verschiedenen Kräfte einschließlich der Integrationsdynamik“. Zu diesen Kräften rechnet Schmidt-Glintzer auch die Schriftkultur. Die integrierenden Kräfte sollen einen „Schlüssel“ zum Verständnis der chinesischen Kultur ergeben, das sowohl Chinesen und Nichtchinesen teilen können. Schmidt-Glintzer stellt u. a. heraus, dass China „niemals eine Nation im modernen europäischen Sinne, sondern eine Ökumene, eine Welt.“ gewesen sei. In dieser Welt gab es vielfältige Beziehungen zu Völkern an den Rändern sowie frühe gleichberechtigte Beziehungen zu Nachbarstaaten. Während im 1. Jahrtausend „die innere Vereinheitlichung“ nur langsam vorangekommen sei, wurde „die Tendenz zur sozialen und kulturellen Homogenisierung in den folgenden Jahrhunderten immer stärker“.
Vogelsang hebt in seiner Einleitung zur Geschichte Chinas hervor, dass die Einheit der territorialen und kultureller Einheit stets gefährdet gewesen sei. Das Chinesische – so Vogelsang – sei durch Kontakte zwischen verschiedenen Kulturen entstanden. Die Versuche dagegen, China einer uniformen Ordnung zu unterwerfen, sei schon wie die Reichseinigung durch die Qin, über die Despoten der Späten Kaiserzeit bis zum Totalitarismus der Kommunisten nicht mehr als „ein dünner Firnis politischer Einheit“ gewesen, der sich über die Vielfalt des Lebens legte. Die Erzählung es gäbe eine chinesische Kultur, die aus sich selber heraus die Kraft schöpfte, andere zu unterwerfen bzw. dass sich ihr andere freiwillig unterwarfen, verliert – aus Vogelsangs Sicht – durch solche Ereignisse an Plausibilität. Vogelsangs Darstellung vermittelt einen Blick in die „grundlegenden Strukturen hinter den historischen Ereignissen“ Er möchte zeigen, dass der „Zusammenhang zwischen Strukturwandel der chinesischen Gesellschaft und den darauf reagierenden Ordnungsmustern … die chinesische Geschichte tiefer (prägte) als das Auf und Ab der Dynastien.“ Sie richtet sich an Leser, die China aus europäischer Sicht betrachten und sich wundern, warum China heute so anders erscheint.
Der Sinologe und Ethnologe Wolfram Eberhard untersuchte über Jahre seine Idee, dass Chinas Kultur durch das Zusammenwirken verschiedener Lokalkulturen zusammen mit Impulsen der Randkulturen entstanden sei. In der mit seiner Frau Alide neu bearbeiteten „Geschichte Chinas“ stellte Wolfram Eberhard diese Randkulturen deutlich heraus. Nur mit diesen Nicht-chinesischen Völkern werde – so die Verlagsrezension – die geschichtliche Entwicklung Chinas nachvollziehbar.
Qian Mu (1895–1990), den chinesische Forscher – in der Volksrepublik China wie in der Republik Taiwan – für den bedeutendsten Historiker und Philosophen des 20. Jahrhunderts halten, unternahm in seinem Werk „Überblick über die chinesische Geschichte“ den Versuch, Chinas Nationalcharakter aus Chinas Geschichte herzuleiten. Der chinesischen Kultur schrieb er die treibende Kraft zu, im Wandel der Zeiten immer wieder starke Staaten und geeinte Gesellschaften hervorgebracht zu haben.

## Kulturstandards
Historiker – wie der Sinologe Schmidt-Glintzer – können bis heute nicht beantworten, was „das Chinesische“ konstituiere. Sie gehen einerseits davon aus, „dass die chinesische Kultur das Ergebnis einer Vermischung vielfältiger regionaler Teilkulturen war“; andererseits, dass seit dem späten 3. Jahrtausend v. Chr. bestimmte kulturelle Phänomene für einen geographischen Teil des heutigen China feststellbar sind. Letztere begründeten im Laufe der ersten Jahrhunderte den Kern der chinesischen Kultur. Die kulturelle Identität Chinas – so Schmidt-Glintzer – lasse sich immer wieder anders kenntnisreich belegen. Doch die individuelle Sicht jedes Wissenschaftlers sei sowohl unausweichlich und ausschlaggebend. Daher seien die Ergebnisse vorläufig und möglicherweise entspreche das fachlich kompetente Chinabild nicht dem Chinabild der Chinesen.

### Gesicht wahren und Beziehungen pflegen
In zwischenmenschlichen Beziehungen lassen sich – wie in jeder Kultur – Tendenzen bzw. Muster des chinesischen Verhaltens feststellen. Konfuzianisches Denken war daran seit Jahrtausenden wesentlich beteiligt. Diese Muster des Verhaltens waren nicht zu allen Zeiten und nicht in allen Regionen Chinas gleichermaßen ausgeprägt. Außerdem gibt es – wie in anderen Kulturen auch – zwischen Idealen und der Lebenswirklichkeit Unterschiede, die sehr ausgeprägt sein können. Diese Unterschiede sind auch durch die Verschiedenheit anderer Ethnien bewirkt – vor allem durch Uiguren und Mongolen –, die für Spannungen sorgen.
In folgenden zwischenmenschlichen Bereichen dürfte für westlich geprägte Nicht-Chinesen chinesisches Verhalten nachvollziehbar und das Entwickeln angemessener Reaktionen möglich sein:
1. Für Chinesen ist „das Gesicht (面子, miànzi) wahren“ traditionell von hohem Wert. Das Gesicht ist gewahrt, wenn ein Chinese in seiner sozialen Rolle etwa als Vater, Angestellter, Student etc. den an ihn gestellten Anforderungen genügt. Versagt er in den Augen anderer – sei es bloß durch wütende und ärgerliche Äußerungen –, verliert er sein Gesicht. Wird er für sein Versagen kritisiert, verliert er und auch der Kritiker sein Gesicht, falls die Kritik vor Dritten bzw. öffentlich vorgebracht wird. Das entsprechende Verhalten, „das Gesicht wahren“ wird von Kindheit an eingeübt. Kritik ist daher eher ein Tabu, anstatt wie im Westen eine Tugend. Der Sinologe Oskar Weggel charakterisiert dieses Verhalten als „Schamkultur“.

2. Beziehungen (關係 / 关系,  guānxi) pflegen. Die Chinesen seien, so der Sinologe Manfred Porkert, wahrscheinlich „die geselligste und zugleich sozialbewussteste Spezies Mensch“. Dieser Gedanke wird für west-östliche Geschäftsbeziehungen so instrumentalisiert: „China ist eine Beziehungskultur. Wer mit den Menschen erfolgreich kommunizieren kann, gewinnt.“ Chinesische Geschäftsleute, – erläutert Porkert im Hinblick auf eigene Erlebnisse und sozial-historische Kontexte –, verhalten sich so, als ob der kommerzielle Gewinn nur eine Beigabe zu den „Annehmlichkeiten“ ihres „Händlerdaseins“ sei. Dies könnte historisch bedingt sein, vermutete er. Die Annehmlichkeit eines Händlerlebens – so Porkert u. a. – werde seit der frühen feudalistischen Zeit im Kontakt mit Menschen außerhalb der Großfamilie gesehen. Porkert unterstreicht:„… nicht Umsatz und Gewinn, sondern das Gefühl selbstverantwortlichen Tuns und eines vielfältigen Einvernehmens mit ihren Kunden, Geschäftsfreunden, Mitarbeitern sind das Hauptmotiv der weitaus meisten chinesischen Geschäftsleute.“
 Beziehungen und Status sind das soziale Kapital für Chinesen: „Schenkst du mir Gesicht, schenk ich dir Gesicht.“ lautet ein verbreitetes Sprichwort. Im Kontext dieses sozialen Austausches von Werten müssen Gefälligkeiten erwidert werden, Sympathie ist relevant: Die gegenseitige Pflege des „Gesichtes“ wird so positiv erlebt. Bei sozialen Beziehungen handeln Chinesen langfristig orientiert und überlegt. Wenn eine Familie beispielsweise plant, ihr Kind im Ausland studieren zu lassen, beginnt sie frühzeitig zu dafür relevanten Personen gute Beziehungen aufzubauen. Auch Umzüge sind normal, um den Kindern ein förderliches soziales Umfeld zu erhalten. Chinesen verhalten sich in Situationen, bei denen sie sich von relevanten Personen bewertet fühlen, für westliche Augen überzogen höflich, gastfreundlich, und zurückhaltend, um einen guten Eindruck zu hinterlassen. Gegenüber Ausländern wird im Falle von Unhöflichkeit ein „Gesichtsverlust“ für den Einzelnen und den Ruf aller Chinesen befürchtet. Über die Unhöflichkeit chinesischer Auslandsreisenden – besonders wenn sie in Reisegruppen unterwegs sind – wird in chinesischen Medien berichtet. Chinesische Touristen haben „einen schlechten Ruf im Ausland. Ihr unhöfliches Benehmen wird immer wieder von in- und ausländischen Medien bloßgestellt. Sie sind zu laut, sie spucken, sie lassen Müll liegen, gehen bei rot über die Straße und mit dem Anstehen haben sie es auch nicht so.“ Ein befragter Reiseleiter „ist sich sicher: je mehr die Chinesen das Ausland bereisen, desto besser werden sie verstehen, dass man sich in anderen Ländern einfach auch anders zu benehmen hat. Andere Länder, andere Sitten eben.“

### Familienbeziehungen
Seit vier Jahrtausenden fungiert die Großfamilie in chinesischen Gesellschaften als tragfähige Basis für das Handeln des Einzelnen und aller gemeinsam. Die Bauern lebten auf dem Land der Grundherren, die auch als Gelehrte galten, weil sie Unterricht in Lesen, Schreiben, Denken u. weiteren Tätigkeiten erhielten. Die Bauern leisteten Abgaben und versorgten sich mit dem, was sie anbauten. „Man lebte da, wo schon Vater und Großvater lebten und dort führten auch die Kinder ihr Leben.“ Die Kontinuität dieser Institution ist ferner der zweieinhalbtausendjährigen konfuzianischen Denkweise geschuldet, die vorhandene herrschende soziale Verhältnisse reflektierend abbildete und sie als erfolgreiches Sozialkonzept für die individuelle und gesellschaftliche Lebenspraxis empfahl. D. h. Menschen lebten im geographischen Raum China aus ökonomischen Gründen in überschaubaren Gemeinschaften zusammen. „Das führte zum chinesischen Familiensystem, das … eines der vollständigsten und gut-organisierten der Welt war,“ – so Feng Youlan. Der Konfuzianismus gilt als die rationale Begründung dieses sozialen Systems, stellte es verallgemeinernd dar und passte es im Lauf Jahrhunderte den jeweiligen Lebensverhältnissen an.
Die traditionelle Struktur der Familie ist patriarchalisch, d. h. die Eltern entscheiden über alle Familienangelegenheiten, während die jüngeren Familienmitglieder in der Regel deren Entscheidungen folgsam nachvollziehen. Die Beziehungen zwischen Familienmitgliedern/Freunden werden gemäß der langen positiven Erfahrungen in der chinesischen Gesellschaft am höchsten geschätzt. Kurz gesagt: Die Älteren werden geachtet und für die Jüngeren wird gesorgt, indem sie z. B. eine gute Ausbildung erhalten. Die Sorge für die Älteren, die körperlich wenig oder nicht belastbar sind, ist die Pflicht der nachfolgenden Generation und gesetzlich verankert. Auch wenn heute in der Regel nicht mehr als zwei Generationen zusammenleben, sind die großfamiliären Beziehungen immer noch sehr eng. Jährlich z. B. reisen Millionen Chinesen zum Neujahrsfest nach Hause (siehe Chunyun). Sie erleben so wiederholt die Geborgenheit der familialen Beziehungen, stellen chinesische Medien fest. Aus Interviews einer wirtschaftswissenschaftlichen Studie wurde gefolgert, dass die Beziehungsintensität zur Familie und zu Freunden von essentieller Bedeutung für soziale Beziehungen und die Stabilität des individuellen Selbstkonzeptes sei. Die Befragungen zeigten mehrheitlich eine starke Bindung an die Großfamilie.
Es herrscht aktuell die kulturell erworbene Überzeugung: Solange die Familie einig, stabil und glücklich ist –- gedeiht die Gesellschaft. So ist „… ein erfülltes und harmonisches Familienleben innigster Wunsch und grundlegendes ideal aller Chinesen.“ berichtet der Pekinger Historiker und Dramatiker Shuyang Su (1938–2019). Die Eltern leben „berufliche Hingabe, Fleiß, Bescheidenheit, Selbstachtung und Selbständigkeit“ vor. Sie erfüllen Worte wie „Liebe, Hilfe und Respekt“ mit Leben und tragen dazu bei, dass die nächste Generation pflichtbewusst und aufrecht zu handeln lernt.

### Gruppendenken und Insider-Outsider Diskriminierung
Mit bestimmten soziologischen Theorien wie die Insider-Outsider-Diskriminierung, die Beziehungen beschreiben, wird untersucht, in welchem Ausmaß und in welchen Situationen, sich die Kulturstandards im gesellschaftlichen Leben niederschlagen. Diese Theorie wird von Chinesen und Nicht-Chinesen auf die chinesische Gesellschaft angewendet. Dabei werden vor allem gesellschaftliche Beschränkungen und Möglichkeiten der interkulturellen Kommunikation in verschiedenen Bereiche erhoben und diskutiert.
Relativ offensichtlich ist in China die auch in anderen Kulturkreisen übliche Unterscheidung zwischen Familienmitgliedern (家人,  jiārén) und Nicht-Familienmitgliedern (非家人,  fēi jiārén). Dieser folgt die Unterscheidung zwischen den „eigenen Leuten“ (自己人,  zìjǐrén) und den „Outsidern“ (外人,  wàirén – „der Außenstehende, der Fremde“). Die Kriterien zur Unterscheidung, wer zu welcher Gruppe gehört, sind sehr komplex. Sie können von der regionalen Herkunft, der Clan-Zugehörigkeit oder dem Familiennamen, der Zugehörigkeit zu sozialen Gruppen bis hin zur Abteilungszugehörigkeit am Arbeitsplatz oder dem Arbeitgeber bzw. Danwei reichen. Für Außenstehende sind diese Kriterien und der genaue Verlauf der sich ergebenden Grenzen zwischen den Gruppen in der Regel kaum nachvollziehbar. Die äußerste und leicht nachvollziehbare Unterscheidung ist die zwischen Chinesen (中國人 / 中国人,  zhōngguórén) und Ausländern (外國人 / 外国人,  wàiguórén). Vielfach wird auch mehr oder weniger deutlich zwischen Han-Chinesen (漢人 / 汉人,  Hànrén) und Angehörigen anderer Ethnien innerhalb Chinas unterschieden.
Die eigenen Vorstellungen, Erwartungen und das Verhalten werden wie selbstverständlich entlang dieser Grenzlinien verändert. An jeder der aufgezeigten Grenzlinien zeigen sich zudem äußerst ausgeprägte Vorurteile, bzw. Abneigungen der Mitglieder unterschiedlicher Gruppen gegeneinander (Outgroup-Bias). Vor allem das eng mit der chinesischen Kultur verwobene Harmoniebedürfnis tritt dann in den Hintergrund und kann bis zur kompromisslosen Durchsetzung von Interessen der eigenen Gruppe (Ingroup-Interessen) (z. B. den Interessen von Familienmitgliedern, eigenen Leuten oder Han-Chinesen) gegenüber den Interessen anderer Gruppen (Outgroup-Interessen) (z. B. den Interessen von Nicht-Familienmitgliedern, Outsidern oder Nicht-Han-Chinesen) führen. Innerhalb der jeweiligen Gruppen dominieren hingegen im Allgemeinen Harmoniebestreben und Gruppendenken.

### Harmonie

Yin und Yang – Symbol für Harmonie

Ein prägendes Merkmal der chinesischen Vorstellungswelt war von jeher die Idee, dass sich der Kosmos in einem harmonischen Gleichgewicht befindet, das es zu erhalten und bei Bedrohungen wiederherzustellen gilt. Klassischen Ausdruck gefunden hat sie etwa im Yin-Yang-Denken oder auch in der Analogie der Fünf-Elemente-Lehre, wonach auch bestimmte Farben, Jahreszeiten, Stimmungen, Stoffe, Planeten, Körperteile einander entsprechen und aufeinander abzustimmen seien. Später hat insbesondere der Daoismus die harmonischen Beziehungen zwischen Himmel, Erde und Mensch umfassend thematisiert. Eine besondere Rolle bei der Wahrung der Harmonie kam dabei stets dem Kaiser als „Himmelssohn“ zu, in dessen Pekinger Palast nicht wenige Gebäude sogar die „Harmonie“ im Namen tragen.
Analog dazu wird aber auch Harmonie in den menschlichen Beziehungen angestrebt. Konflikte werden daher grundsätzlich als Störung empfunden und man versucht sie nach Kräften zu vermeiden. Es wird deshalb die gegenseitige Unterstützung in der Gruppe geschätzt und die Mitarbeiter zu einer gemeinsamen Entwicklung von Konzepten ermutigt.
Die kompromisslose Durchsetzung eigener Interessen gilt in China, selbst und gerade wenn sie unter Berufung auf verbindliches „Recht“ erfolgt, als unmoralisch und wird entsprechend sanktioniert. Vielmehr wird in aller Regel in langwierigen Prozessen versucht, eine alle Beteiligten zufriedenstellende Kompromisslösung zu suchen. Selbstverständlich verbietet sich vor dem Hintergrund auch ein schroffes „Nein“, was freilich häufig dazu führt, dass ein „Ja“ nicht immer als verbindlich betrachtet werden darf. Als Harmoniestörungen werden aber auch Kritik am Gegenüber, allzu heftige Äußerungen von Emotionen wie Wut, Ärger, Trauer oder Freude sowie das Preisgeben zu vieler Informationen über die eigene Person (mit Ausnahme finanzieller Dinge) wie auch das Belasten anderer Menschen mit eigenen Problemen, Sorgen oder Intimitäten betrachtet.
Geschätzt werden leises und zurückhaltendes Auftreten, ruhiges bis sanftes Sprechen, würdige Gesten sowie Gelassenheit gegenüber Ärgernissen. Letztere kommt insbesondere in der häufig gebrauchten Redewendung Méi yǒu guānxi (沒有關係 / 没有关系,  wàiguórén – „Das hat keine Bedeutung, Das macht nichts“) zum Ausdruck. In manchen Zusammenhängen, wie etwa Gastbesuchen, wird auch überschwängliches Lob erwartet.
Soweit heute im Gegensatz hierzu lautes, rücksichtsloses Verhalten von Chinesen zu beobachten ist, hat das insbesondere eine Ursache: Die Harmoniepflicht gilt uneingeschränkt nur im Bereich der eigenen Danwei-Gemeinschaft, nicht aber in der weiteren Öffentlichkeit. Vom Drängeln an der Bushaltestelle und Rücksichtslosigkeit im Straßenverkehr kann daher keineswegs auf das Verhalten derselben Person in der Familie oder im Betrieb geschlossen werden.

### Indirektheit

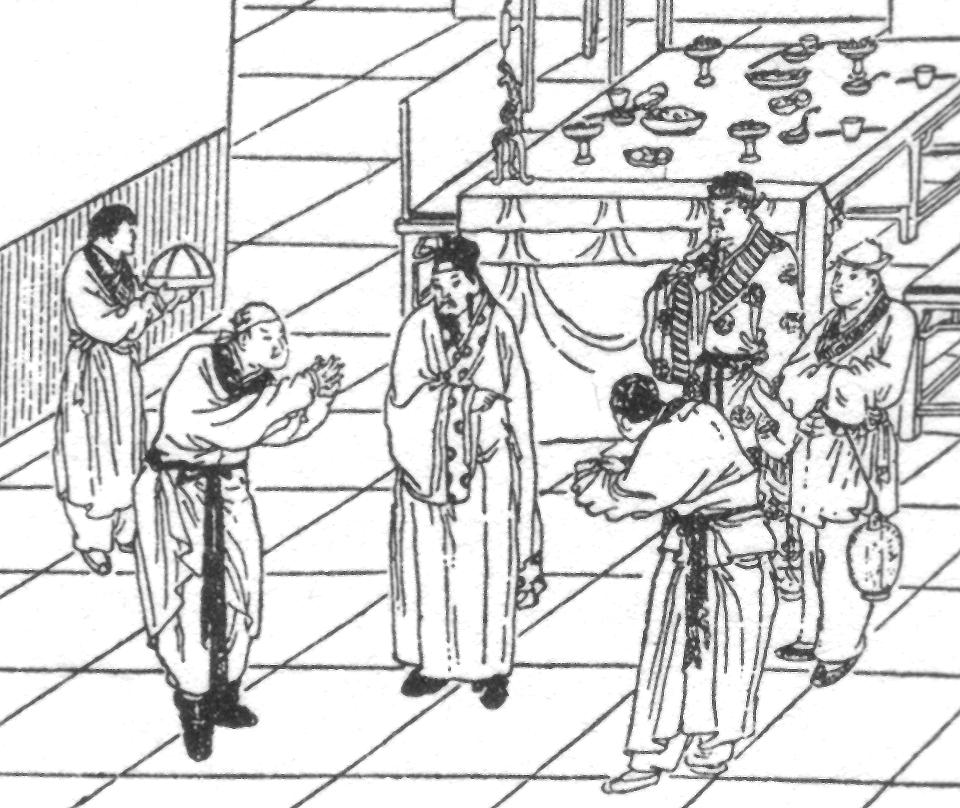
Höfliches Hin- und Herreden
Illustration zum Roman Die Räuber vom Liang-Schan-Moor, 15. Jh.

Das Harmonieprinzip wie auch die Lehre vom Gesicht erzwingen in der Kommunikation häufig ein erhebliches Maß an Indirektheit. Es wird vermieden, ‚mit der Tür ins Haus zu fallen‘. ‚Heiße Eisen‘ werden nicht unmittelbar behandelt, vielmehr bewegen sich die Gesprächspartner in zahlreichen Windungen und allgemeinen Bemerkungen auf das eigentliche Thema zu. Zentrale Aussagen werden oft kurz gehalten und obendrein an wenig exponierter Stelle, etwa in Nebensätzen versteckt. Eine wichtige Rolle kommt insofern auch der nonverbalen Kommunikation sowie der Verwendung von Gleichnissen und Symbolen zu.
Eine beliebte Technik ist das sogenannte Schattenschießen, bei der Kritik formal nicht gegen den eigentlichen Adressaten, sondern gegen eine andere Person gerichtet wird; häufig wird sie auch „Auf den Maulbeerbaum zeigen, die Akazie schmähen“ genannt. Ein klassisches Beispiel hierfür ist die „Anti-Konfuzius-Kampagne“ des Jahres 1974, die sich mitnichten gegen den antiken Philosophen wandte, sondern vielmehr gegen seinen prominenten zeitgenössischen Verehrer, den Politiker Zhou Enlai. Auch kritisierte das Drama Die Amtsenthebung des Hai Rui aus der Feder des stellvertretenden Oberbürgermeisters von Peking, Wu Han, keineswegs den Ming-Kaiser Jiajing, sondern vielmehr den großen Vorsitzenden Mao Zedong höchstpersönlich, der 1959 einen „modernen“ Hai Rui des Amtes enthoben hatte – nämlich den Marschall Peng Dehuai.
Aber selbst die Technik des Schattenschießens ist traditionell nur einflussreichen, fest im Sattel sitzenden Persönlichkeiten vorbehalten. Der gemeine Bürger muss etwaige Kritik noch subtiler vorbringen und ist häufig darauf beschränkt, die eigenen Leiden zu schildern, ohne auf die sie hervorbringende Handlung des indirekt Kritisierten ausdrücklich einzugehen. Beispiele finden sich etwa in den Werken der Schriftsteller Mao Dun und Ding Ling. Bei dem Film Bittere Liebe führte selbst bereits die Darstellung eines Menschen, der ein großes Fragezeichen in den Schnee malt, zu einer monatelangen Kampagne der KPCh gegen Buchautor und Regisseur.

### Kollektivität
Im Denken der chinesischen Gesellschaften genießt von jeher die Gemeinschaft einen größeren Stellenwert als der Einzelne. Symptomatisch kommt sie bereits in der konfuzianisch geprägten Familie, vor allem aber im Danwei (單位 / 单位) zum Ausdruck, kleine, überschaubare Kollektive, die etwa in einer Dorfgemeinschaft, einem Betrieb, einer Hochschule, einer Armee-Einheit oder dergleichen bestehen können.
Traditionell sorgt der Danwei für alle Belange seiner Mitglieder, mischt sich dafür aber häufig in erheblichem Maße in ihre Privatangelegenheiten ein: Zu den Aufgaben des Danweis konnten je nach Zeitperiode u. a. gehören: Zuweisung von Wohnung und Arbeit, Verteilung der Löhne, Prämien und Bezugsscheine, Bereitstellung lokaler Infrastruktur, Heirats-, Scheidungs- und Schulbesuchserlaubnis, Rekrutierung zum Milizdienst, Freizeitgestaltung, politische Schulung, Ausübung der Zensur, Streitschlichtung, niedere Justizaufgaben. Bei aller Kontrolle bietet der Danwei dem Einzelnen aber auch ein gewisses Maß an Demokratie, Partizipation und Mitbestimmung, von denen er im sog. Trans-Danwei-Bereich, also auf nationaler Ebene, ausgeschlossen ist.
Die Mitgliedschaft im Danwei ist grundsätzlich lebenslang, ein Wechsel in einen anderen Danwei normalerweise nicht vorgesehen. Auch erwartet der Danwei von seinen Mitgliedern unbedingte Loyalität sowie Solidarität untereinander. Bezeichnenderweise gelten die konfuzianischen sittlichen Pflichten in vollem Umfang nur im Danwei-, nicht aber im Transdanwei-Bereich – was etwa dazu führen kann, dass man dem Leid und Unglück Danwei-fremder Personen relativ reserviert und gleichgültig gegenübersteht und schon gar nicht helfend eingreift.
Stark ausgeprägt ist das Danwei-Wesen heute noch auf dem Land. In den Städten hat sich indes bereits vor längerer Zeit insofern eine Aufspaltung vollzogen, als das einzelne Individuum sowohl einer Wohn-, als auch einer Arbeitsdanwei mit unterschiedlichen Aufgaben angehört. Nachdem die Bedeutung der Danweis unter dem Maoismus einen historischen Höhepunkt erreicht hatte, ist seit Anfang der 1980er Jahre im Zuge der wirtschaftlichen Reformpolitik insofern ein Rückgang zu verzeichnen.

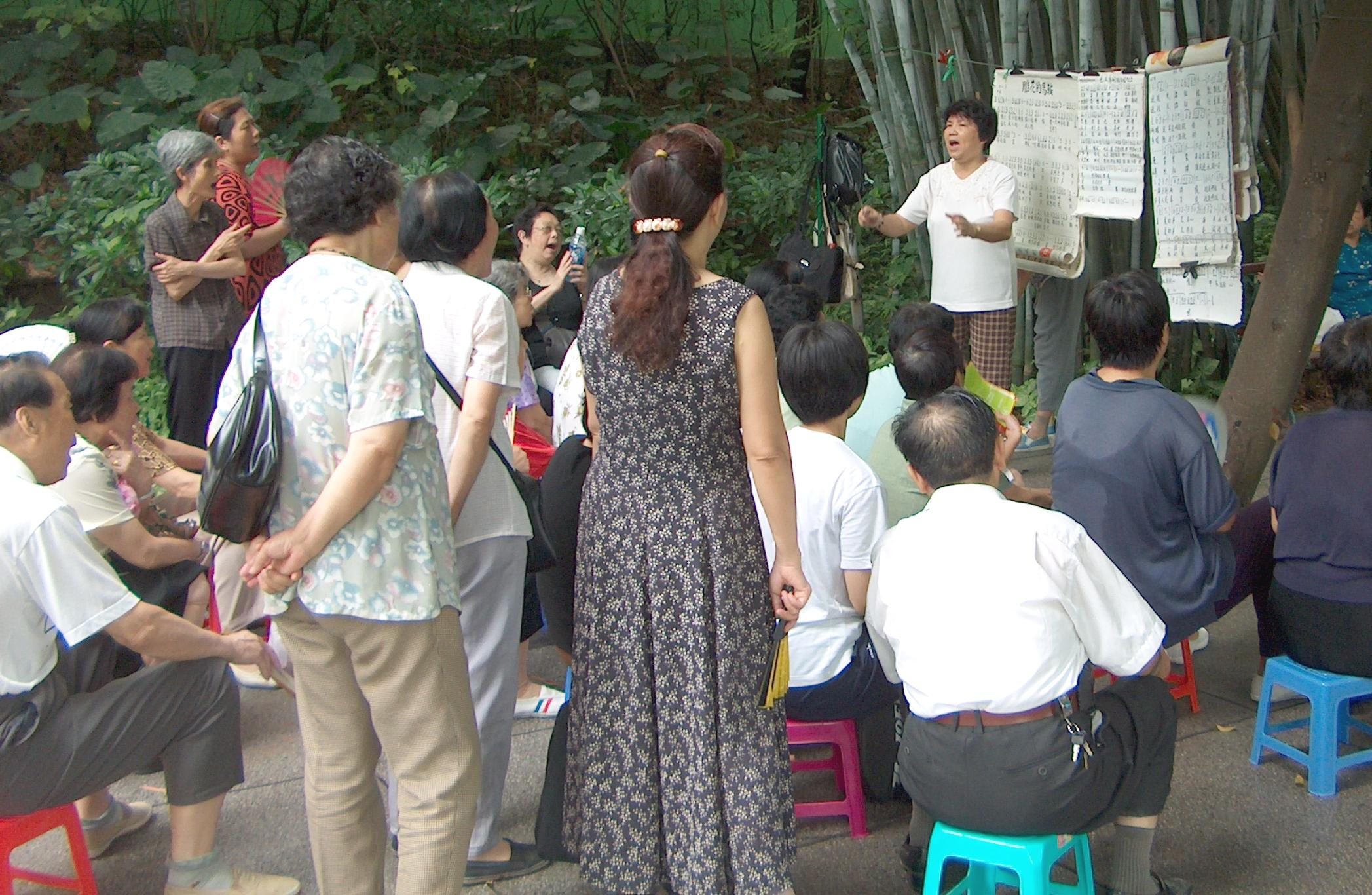
Gemeinsames Singen in einem Park in Guangzhou

Das im Danwei-Wesen tief verwurzelte Kollektiv-Denken führt dazu, dass Chinesen bis heute gemeinschaftliche Aktivitäten den individuellen vorziehen. Arbeit, Leben und Freizeitgestaltung vollziehen sich weitgehend in der Gruppe. Einzelgänger und Individualisten werden traditionell wenig geschätzt. Dementsprechend kommt auch der „Privatheit“ in China geringerer Stellenwert zu als im Westen. Zumindest innerhalb des eigenen Danweis werden etwa unangemeldete Besuche oder aus westlicher Sicht „zudringliche“ Fragen durchaus akzeptiert.

### Hierarchiebewusstsein
Bereits Konfuzius hatte die menschlichen Beziehungen nach asymmetrischen Über-/Unterordnungs-Verhältnissen wie Vater/Sohn, Ehemann/Ehefrau, Herr/Diener, Meister/Schüler unterteilt und auf ihrer Grundlage ein komplexes hierarchisches Gebäude entwickelt. Bereits in der Kaiserfamilie unterschied man strikt die Ränge der verschiedenen Gemahlinnen, Nebenfrauen, Konkubinen und Prinzen. Nach ihr kamen die ihrerseits in 18 Ränge unterteilten Beamten, es folgten die Bauern, die verschiedenen Handwerksberufe, dann die nach ihren Handelswaren unterschiedenen Kaufleute. Selbst bei den sozial Deklassierten am unteren Ende der Skala reihte man etwa Huren noch höher ein als Schauspieler. Auch innerhalb der Geschwisterreihen einer Familie wurden etwa die Brüder nach dem Alter sortiert, nach ihnen kamen die Schwestern. Der Niedergestellte schuldet jeweils dem Höhergestellten Gehorsam, Respekt und Unterstützung, dieser jenem indes Schutz und Belehrung.
Auch heute noch ist hierarchisches Bewusstsein tief im Denken der meisten Chinesen verankert. Innerhalb eines Danweis kommt jedem Mitglied ein fester Platz und Rang zu, der von internen wie externen Personen gleichermaßen zu achten ist. Vielfach wird er durch penibel überwachte Statussymbole wie die Größe des Büros, des Schreibtisches oder Dienstwagens abgesichert. Bei Konferenzen kommt er in der Sitzordnung zum Ausdruck: An Langtischen etwa sitzen sich die Delegationsleiter in der Mitte gegenüber, zu ihrer Rechten sitzt jeweils der 2., zu ihrer Linken der 3. Mann in der Rangfolge. Änderungen der äußerlichen Sitz-, Steh- oder Marschordnung werden von Chinesen zwangsläufig als Verschiebungen im Machtgefüge gedeutet. Als etwa Liu Shaoqi zu Beginn der Kulturrevolution bei offiziellen Anlässen nicht mehr wie bisher als Zweiter hinter Mao, sondern erst als Siebter durch die Tür kam, galt dies allgemein als politisches Todesurteil. Nachgeordnete Mitglieder haben sich in die Verhandlung nur mit ausdrücklicher Erlaubnis des Delegationsleiters einzubringen. Sie dürfen von der Gegenseite auch nicht direkt, sondern nur unter strikter Einhaltung des Dienstwegs angesprochen werden. An die Delegationsmitglieder verteilte Geschenke haben in ihrer Wertigkeit deren Rangunterschiede widerzuspiegeln.
Ins krasse Gegenteil verkehrt wurde das Hierarchieprinzip während der Kulturrevolution. Rangniedere Chinesen wurden ausdrücklich dazu aufgefordert, oft geradezu dazu gedrängt, gegen die traditionellen Autoritäten zu rebellieren. Ein extremes Beispiel sind etwa die Schüler, die sich zu „roten Garden“ zusammenrotteten, um etwa ihre Lehrer zu verhöhnen, zu demütigen oder gar zu verprügeln. Wenn diese Zustände auch nicht von Dauer waren, so lassen sich Ausläufer davon noch in der heutigen Hooligan-Literatur beobachten, Werke junger Chinesen, die sich über jegliche Autorität hinwegsetzen.

### Ritualisierung
Ein weiterer Grundzug chinesischer Kultur ist die Ritualisierung. Viele Handlungen und Prozesse des täglichen Lebens unterliegen oder unterlagen strikten, unbedingt zu beachtenden Vorschriften. Vorgegeben werden sie zumeist von der Tradition und damit letztlich von den Vorfahren bzw. dem Meister, womit sich der Kreis zur bereits angesprochenen Hierarchisierung schließt. Die hohe Wertschätzung des Lernens gehört ebenso in diesen Zusammenhang wie die in China zu allen Zeiten stark ausgeprägte Bürokratie.
Abweichungen von den Vorgaben werden bestenfalls belächelt, oft aber auch sanktioniert. Spontanität, Improvisation, Originalität oder Selbstverwirklichung sind insofern weitgehend verpönt, was zusammen mit der Angst vor dem Gesichtsverlust zu einem erhöhten Konformitätsdruck und zur geringen Verbreitung von Exzentrikern in China führt. Das Kopieren von Vorbildern indes gilt vor diesem Hintergrund ausdrücklich als erwünscht, lobenswert und keineswegs als verwerflich, was zur Erklärung der heute gerade in China florierenden Produktpiraterie beiträgt.

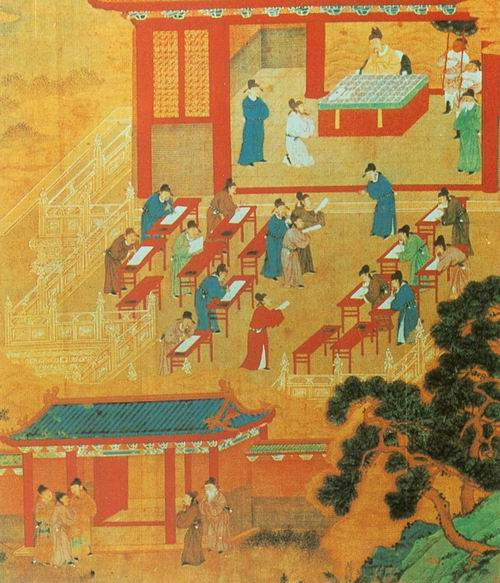
Beamtenprüfung

Beispiele für die Ritualisierung sind etwa die verschiedenen traditionellen Grußformeln und Verbeugungen, die sich exakt am Status des Gegenübers auszurichten hatten, die Art und Weise wie Essen serviert, Tee eingeschenkt oder Visitenkarten überreicht werden. Auch beim Schreiben ihrer Schriftzeichen achten die Chinesen üblicherweise penibel darauf, dass die Striche exakt in der verbindlich vorgeschriebenen Reihenfolge gezogen werden, selbst wenn dies anhand des „Endprodukts“ gar nicht mehr festgestellt oder nachvollzogen werden kann. Auch bei den kaiserlichen Beamtenprüfungen wurde von den Kandidaten die akribische Kenntnis und Wiedergabe der konfuzianischen Klassiker erwartet. Als pietätsvoller konfuzianischer Sohn hatte man nach dem Tod des Vaters – unabhängig von der tatsächlichen Stimmungslage – exakt drei Jahre zu trauern.
Vielfach wurde damit der über Jahrhunderte hinweg erstaunlich statische Charakter des chinesischen Gemeinwesens erklärt. In der Tat sind etwa Gemälde oder Erzählungen aus der Qing-Dynastie stilistisch oft kaum von ihren Vorbildern aus der Tang-Zeit zu unterscheiden; gleiches gilt für philosophische oder politische Ideen: Spätestens ab der Zeitenwende wurden die klassischen Lehren der Achsenzeit, also Konfuzianismus, Daoismus und Legalismus, nur noch neu interpretiert; aufgrund der „Verehrung“ der Alten kam jedoch nichts bahnbrechend Neues hinzu. Mitte des 19. Jahrhunderts sollte die hierdurch erzeugte „Starrheit“ freilich zum Zurückfallen Chinas gegenüber dem Westen und damit zum Niedergang des Reiches und seinem Fall in halbkoloniale Abhängigkeit beitragen.

### Diesseitigkeit
Ein weiterer Wesenszug der chinesischen Kultur ist ihre starke Ausrichtung auf das Diesseits. Am stärksten ausgeprägt ist diese im Konfuzianismus: Dort haben Fragen wie Aufbau und Herkunft des Kosmos, das Schicksal der menschlichen Seele oder die gesamte Thematik um Sünde und Erlösung von vornherein nie im Vordergrund gestanden; vielmehr hat sich der Meister vorwiegend mit dem menschlichen Zusammenleben nach den Grundsätzen der Sittlichkeit (禮 / 礼,  Lǐ) befasst.
Im Allgemeinen richten sich daher die Wünsche der Chinesen auch nicht auf ein „besseres Leben nach dem Tod“, sondern vielmehr auf eine möglichst lange Dauer des Lebens. Der Tod wird von den Konfuzianern als negativ zu bewertender Einschnitt betrachtet, was etwa die mit drei Jahren extrem lange Trauerzeit erklärt. Der traditionell stark ausgeprägte Ahnenkult dient in erster Linie der Abwehr von der Seele des Verstorbenen im Jenseits drohenden Anfechtungen, deren Folgen im Extremfall auf die Hinterbliebenen zurückfallen können.

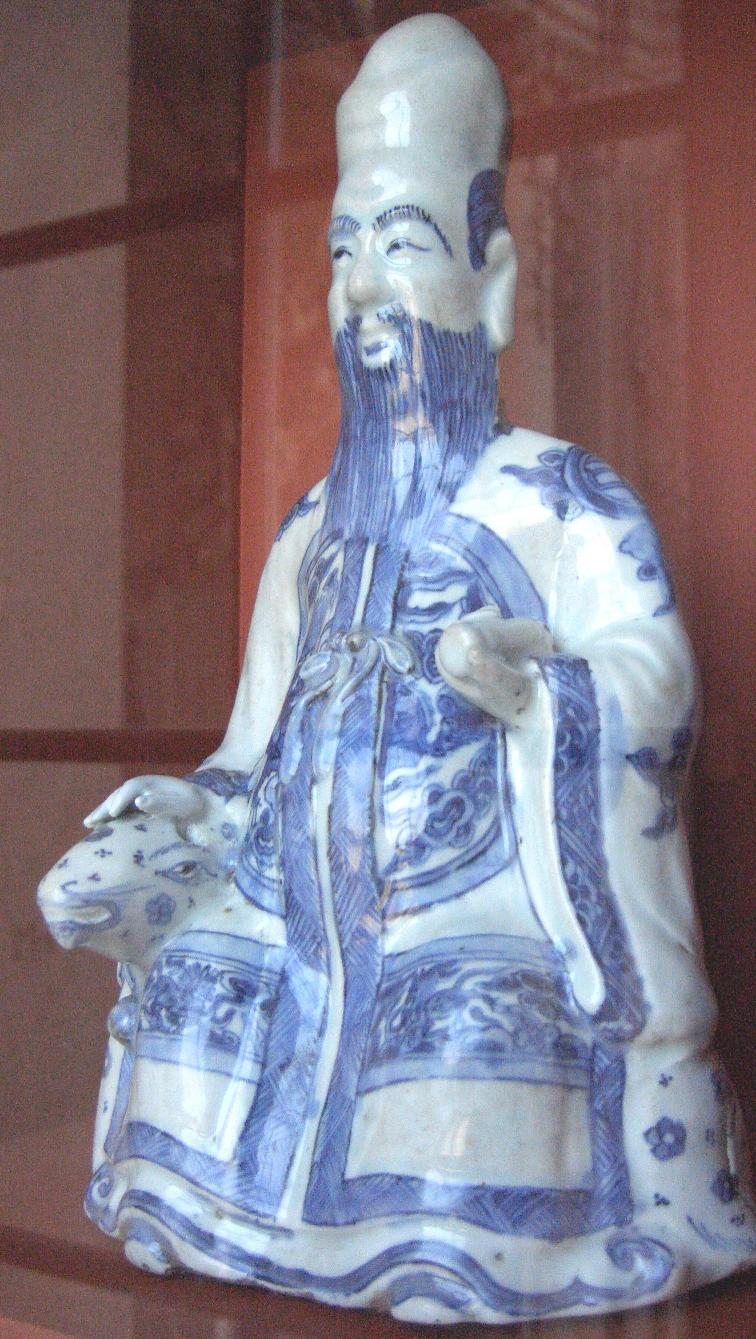
Shoulao – Der Gott der Langlebigkeit

Angesichts der negativen Bewertung des Todes stellt die Langlebigkeit (壽 / 寿,  Shòu) für die Chinesen traditionell ein zentrales Ziel dar; für kaum einen Begriff gibt es in China so viele Symbole (u. a. Kranich, Hirsch, Kiefer, Pfirsich u. v. m.). Die Steigerung davon ist die Unsterblichkeit (不朽,  bùxiǔ), die aber insbesondere von den Daoisten angestrebt wurde.
Aber auch für die Zeit des Lebens selbst stehen meist materielle Wünsche im Vordergrund, u. a. etwa Glück (福,  Fú), Reichtum (富,  Fù), eine einträgliche Stellung (祿 / 禄,  Lù) und Söhne (兒子 / 儿子,  Érzi). So wünscht man einander „Zehntausendfaches Glück“ (萬福 / 万福,  Wànfú), schenkt sich Kalligraphien mit dem Zeichen „Langes Leben“, oder betet zum in jedem Dorftempel anzutreffenden „Gott des Reichtums“. Haben sich in der Qing-Zeit noch ganze Romane mit der Erlangung eines Beamtenrangs durch einen jungen Mann befasst, so ist an deren Stelle für die aufstrebende chinesische Jugend von heute der lukrative Job bei einem transnationalen Unternehmen getreten. Auch die traditionelle chinesische Wertschätzung für gutes Essen und demonstrativen Konsum gehören in diesen Zusammenhang.
Deutlicher treten metaphysische Elemente im Daoismus und im chinesischen Buddhismus hervor. Auch hier haben sich aber im Laufe der Zeit stärker dem Diesseits zugewandte volkstümliche Varianten entwickelt: So pflegt man etwa die daoistischen Gottheiten durchaus häufig mit höchst irdischen Wünschen wie dem nach Reichtum oder Kindersegen zu behelligen. Selbst der himmlische Hofstaat rund um den Jadekaiser spiegelt recht detailgetreu die realen Verhältnisse im chinesischen Reich wider. Die in China vorherrschende Variante des Buddhismus, die Mahayana-Schule, sieht – anders als die indische Urform Hinayana – die Möglichkeit einer stellvertretenden Erlösung des Menschen durch Bodhisattvas (insbesondere die vielfach verehrte Guanyin und Buddha Amitabha) vor, wodurch dem Einzelnen ein erheblich geringeres Maß an nur durch Askese und Meditation zu erlangender spiritueller Reife abverlangt und eine stärkere Hinwendung zum irdischen Leben ermöglicht wird. Auch im Chan-Buddhismus sind diesseitige Elemente relativ stark ausgeprägt.

### Sinozentrismus

Tianxia: konzeptionelle Vorstellung vom Reich der Mitte

Spätestens seit der Reichseinigung durch den ersten Kaiser Shi Huangdi im 3. Jahrhundert v. Chr. hat sich China als Zentrum der Welt und den – als „Barbaren“ betrachteten – anderen Völkern überlegen gefühlt. Exemplarisch kommt dies bereits in der Selbstbezeichnung Zhōngguó (中國 / 中国) zum Ausdruck, was mit „Reich der Mitte“ übersetzt wird. Ursprünge dieses Denkens sind kosmologische Vorstellungen, wonach die Welt eine geometrisch aufgebaute Scheibe sei, in deren Zentrum China, der Kaiserpalast und schließlich der Kaiser selbst steht, der als „Himmelssohn“ ein besonderes Mandat innehat. Er verstand sich als Herrscher der ganzen Welt und hatte die Aufgabe, diese Welt im Sinne des „Himmels“ zu ordnen und zu regieren. Es wurde dabei an Zivilisation und eine friedliche Ordnung gedacht.
Dieses kosmopolitische Denken kannte bis zu den Berührungen mit dem Westen im 19. Jahrhundert den Begriff „Nation“ nicht. Auch Elemente eines Nationalstaates wie Staatsvolk, Staatsterritorium oder Staatsinstitutionen gehörten 4000 Jahre lang nicht zum Vokabular des politischen Denkens im traditionellen China. Die zentrale Denkkategorie war „tianxia“, ungefähr mit „Herrschaft unter dem Himmel“ zu übersetzen. Dieses Konzept betonte die Einheit unter kaiserlicher Autorität und drückte die Vorstellung aus, dass unterschiedlichste Völker durch moralische Kultivierung verbunden werden können. Diese Idealvorstellung hielt die chinesischen Bevölkerungen über Jahrtausende zusammen.

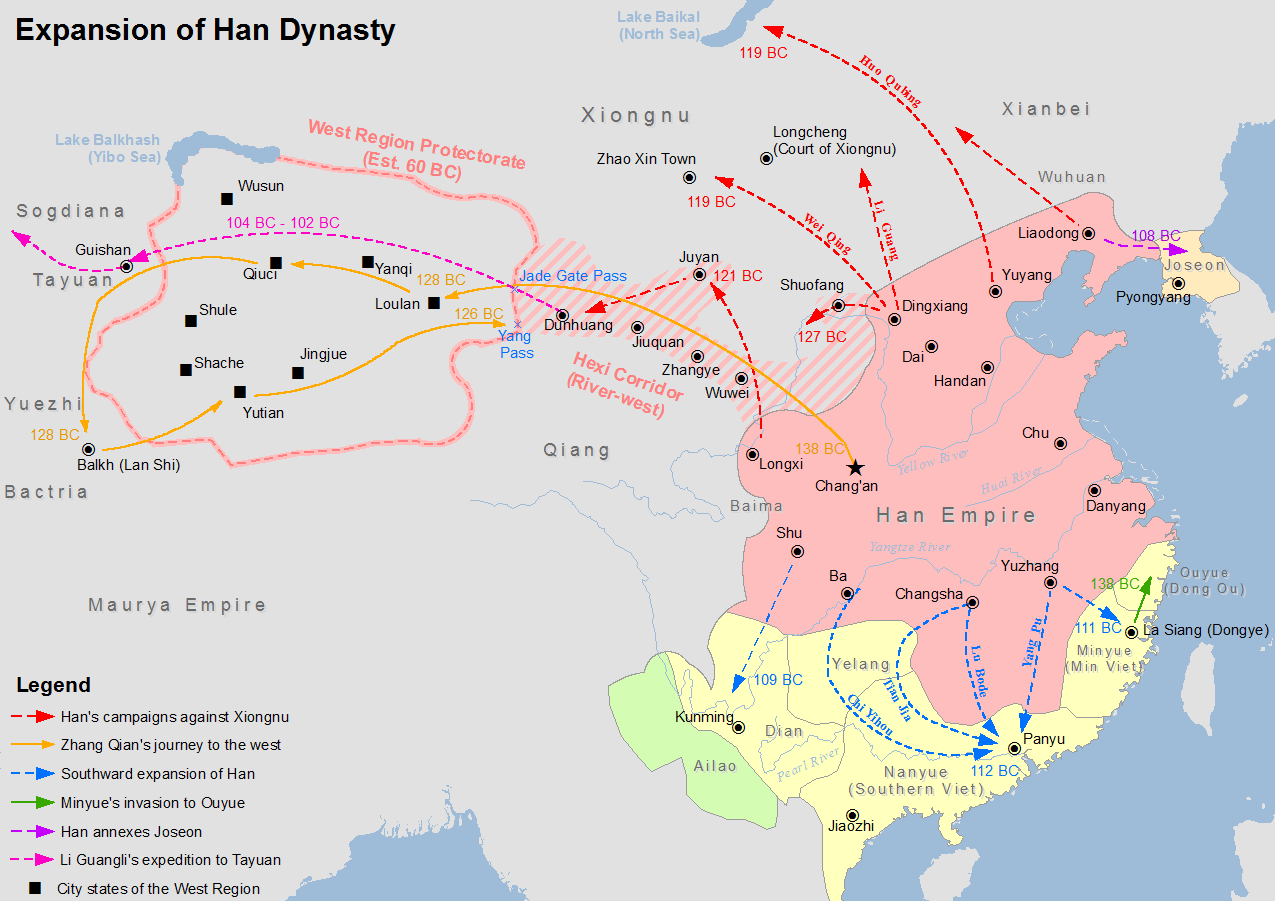
Han-Expansion 200 v. Chr.

Dementsprechend wurden im Laufe der Jahrhunderte immer mehr nomadisierende Nachbarvölker zu Tributstaaten bis China schließlich unter Kaiser Qianlong im 18. Jahrhundert eine Ausdehnung von ca. zwölf Millionen Quadratkilometer erreichte und sich von Sibirien bis in den Himalaya erstreckte. Andere Länder wie Korea oder Vietnam wurden Vasallenstaaten. „Die Erfahrungen und Adaptionen (Anpassungen) aus diesen oft kriegerischen, zumeist aber kooperativen Beziehungen bildeten eine wichtige Voraussetzung für die Ausdehnung und Stabilität der Späteren Kaiserzeit…“
Mit den Fürsten oder Königen der Tributstaaten verkehrte der Kaiser gemäß seinem „Himmelsmandat“ niemals auf gleicher Ebene, vielmehr wurden Tributzahlungen für die Schutzmacht China und als äußeres Zeichen des Respekts konsequent der mehrfache Kotau verlangt. Das Ansinnen des englischen Königs Georg III. auf Aufnahme gleichberechtigter diplomatischer Beziehungen 1793 stieß daher auf Unverständnis und Ablehnung. Für den „Sohn des Himmels“ ging es dabei um die „natürliche Ergebenheit anderer Staaten gegenüber China“ und die kosmologische Weltordnung, für die er als Herrscher dieser Weltordnung stand. Das chinesische Weltbild wurde weltweit sichtbar zerstört, als die Niederlage im Ersten Opiumkrieg den regierenden chinesischen Kaiser zwang, einen Vertrag mit Großbritannien zu schließen, den die Briten als partnerschaftlich betrachteten, von den Chinesen jedoch als ungleicher Vertrag bezeichnet wurde.
Im Laufe der Geschichte wurde alles Neue konsequent „sinisiert“, also der eigenen Kultur angepasst. Es gelang den Han-Chinesen zwei Mal sogar die Sinisierung von Kulturen einheimischer ethnischer Minderheiten, die die Macht in ganz China errungen hatten, nämlich der Mongolen in der Yuan- und der Mandschuren in der Qing-Dynastie. Soweit es zum Import fremder Lehren kam, wurden diese teilweise so konsequent sinisiert, dass sie mehr oder weniger ausgeprägte Unterschiede zu ihrem Vorbild aufwiesen. Beispiele hierfür sind der Buddhismus sowie in neuerer Zeit der Kommunismus.
Traditionell war man in China davon überzeugt, dass alles Nützliche und Wünschenswerte im eigenen Land entdeckt bzw. erfunden worden sei und man fremde Waren und Ideen daher nicht nötig habe. Dementsprechend schroff wies Kaiser Qianlong auch 1793 die Warenangebote der Abgesandten der Macartney-Mission zurück. Soweit man dennoch Kultur- und Technik-Importe zuließ, etwa während der kulturell offenen Tang-Dynastie oder später von den europäischen Missionaren, behalf man sich häufig mit Klitterungen der Wissenschaftsgeschichte: Rasch fand sich ein Gelehrter, der nachwies, dass etwa Astrolabien und Seismografen bereits vorher von Chinesen erfunden worden, dann aber in Vergessenheit geraten waren.
Einen erheblichen Einbruch erlebte das sinozentrische Prinzip, als China nach dem Ersten Opiumkrieg gedemütigt in einen Status halbkolonialer Abhängigkeit fiel. In jüngster Zeit erlebt es wieder eine gewisse Renaissance, ist China doch im Begriff, sich nicht zuletzt infolge beeindruckenden Wirtschaftswachstums wieder an die Spitze der Nationen zu schieben.

### China in der kulturvergleichenden Forschung
In der GLOBE-Studie wurden 61 Kulturen miteinander verglichen. China zeichnete sich dabei im weltweiten Vergleich durch eine hohe Ausprägung auf den Dimensionen Leistungsorientierung, Unsicherheitsvermeidung und Kollektivismus aus. Die Zukunftsorientierung war im internationalen Vergleich dagegen niedrig ausgeprägt. Die Studie hat einige der Ergebnisse bestätigt, die der Kulturwissenschaftler Geert Hofstede bereits mit seiner großangelegten Umfrage in weltweiten Niederlassungen von IBM (1967–1973) erarbeitet hatte.

## Chinas Staat und Gesellschaft in der modernen Zeit
Der amerikanische Sinologe Jonathan D. Spence beginnt seine Darstellung des chinesischen Weges in die moderne Zeit um 1600 mit dem Hinweis, dass China bis zum Ende des 20. Jahrhunderts nicht „wirklich überzeugend“ zu den Ländern gehörte, die er für modern halte. China sei weder eine „integrierte und nach außen aufgeschlossene Nation“ gewesen, die sich ihrer „Identität weitgehend sicher und anderseits imstande ist, sich als gleichrangiger Partner an der Suche nach neuen Märkten, neuen Technologien, neuen Ideen zu beteiligen.“ Seit dem 16. Jhd. sei China vor allem damit beschäftigt gewesen, „Strategien zur Festigung der Landesgrenzen“ auszuarbeiten, die „bürokratischen Einrichtungen“ zu rationalisieren, die „Ressourcen des eigenen Landes … bestmöglich auszuschöpfen“, sowie die intellektuellen Fähigkeiten zu verbessern, um einschätzen zu können, ob das politische Handeln tauglich sei, einen positiven Einfluss auf dessen Wirkungen und die Moral ausüben.
Spence setzt „die Suche nach dem modernen China“ als „fortwährenden Prozess in den Brennpunkt des Interesses“ um damit klarzumachen, „wie sehr Chinas Gegenwart durch seine Geschichte erhellt wird“. China sei der einzige Staat, der versucht, ein Milliardenvolk zu regieren. Bereits im 18. Jhd. habe es einen „Bevölkerungsdruck“ gegeben, dessen Auswirkungen für Land, Wirtschaft und Verwaltung der bürgerlichen Gesellschaft man im Einzelnen in seiner Darstellung verfolgen könne. Die Vergangenheit ließe sich in Bräuchen und Praktiken feststellen, die den „niedrigen sozialen und wirtschaftlichen Status der Frau festschreiben“. Ferner in den Erziehungsmethoden (siehe Erziehung in China), die den Kindern „die Muster der Ehrerbietung gegenüber der älteren Generation und den Pflichtbegriff“ einprägen und an der weitreichenden Ordnungsfunktion der Familie, die bestimmten Leuten in den lokalen Gemeinschaften einen übermäßigen Einfluss verschaffen und erhalten.
An seiner Darstellung könne man auch verfolgen, wie oft das chinesische Volk seit dem Ende des 16. Jahrhunderts sein Schicksal „unter schwierigen oder verzweifelten Umständen“ selber „in die Hand nahm und sich gegen die Staatsmacht auflehnte“. Die „Enttäuschung über die Gegenwart und eine gewisse nostalgische Rückbesinnung auf die Vergangenheit“ habe sich 1644, dann 1911 und noch einmal 1949 mit „einer leidenschaftlichen Hoffnung auf die Zukunft“ vereint, „um die alte Ordnung krachend zu Fall zu bringen und einen ungewissen Übergang zum Neuen zu eröffnen“. Auf diese Weise informiert, so Spence, „können wir die Kräfte, die sich heute in China gegenüberstehen und die positiven oder negativen Aussichten für die geplagte Nation, die endlich Anspruch auf einen Platz in einer modernen Welt erhebt, besser verstehen.“

## Erscheinungsformen chinesischer Kultur
Die Standards bzw. Konstanten der chinesischen Kultur kommen sowohl im Alltagsleben, als auch in Politik, Philosophie, Kunst und anderen Bereichen menschlichen Daseins vielfältig zum Ausdruck. Da ein Überblick über jeden Bereich den Rahmen dieses Artikels sprengen würde, sei auf die einschlägigen Fachartikel verwiesen, insbesondere
- Chinesische Kunst, Chinesische Malerei, Chinesische Kalligrafie, Chinesisches Porzellan, Chinesische Lackkunst, Chinesische Tapete
- Chinesische Architektur, Chinesische Gartenkunst
- Chinesische Literatur
- Chinesische Musik, Chinesische Oper, Chinesisches Puppentheater, Chinesisches Schattentheater
- Chinesische Philosophie, Konfuzianismus, Neokonfuzianismus, Daoismus, Buddhismus in China, Legalismus, Chinesischer Volksglaube, Chinesische Mythologie
- Chinesische Sprache, Chinesische Schrift, Chinesische Symbole
- Traditionelle chinesische Medizin
- Chinesische Küche, Chinesische Teezeremonie
- Chinesische Kampfkunst
- Mui Tsai
- Parktanz